# بهادرشاه یکم

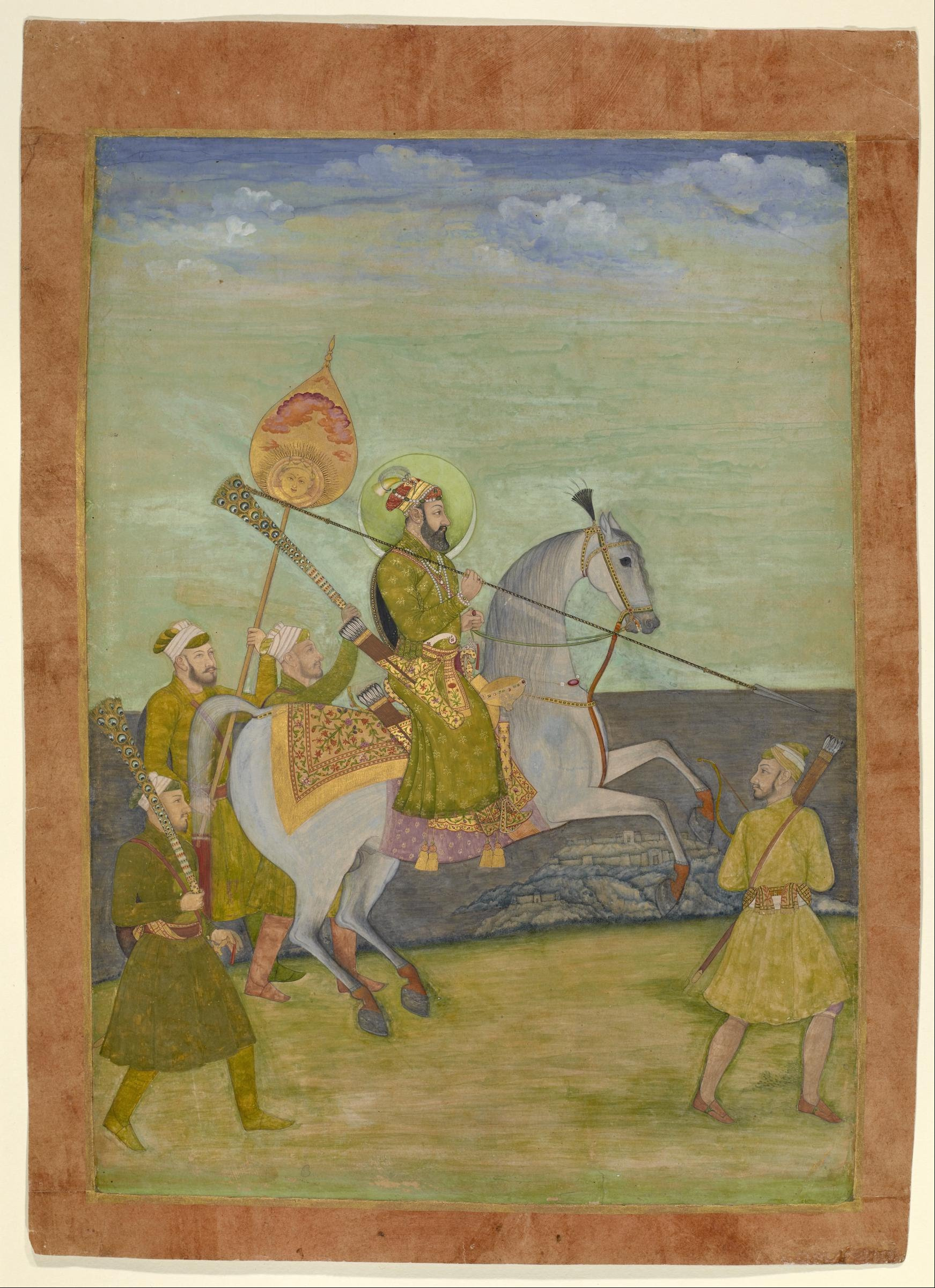
اثری منتسب به هنهار از بهادرشاه.

بهادرشاه یکم هفتمین پادشاه دودمان گورکانی بود که طی ۵ سال حکومت او سلسله گورکانی به‌شدت تضعیف شد. سرانجام در ۲۷ فوریه به دلیل از دست دادن سلامت از دنیا رفت.